# Circuit intégré 7436

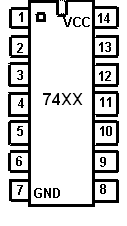
Brochage générique du circuit intégré 7436.

Le circuit intégré 7436 fait partie de la série des circuits intégrés 7400 utilisant la technologie TTL.

Ce circuit est composé de quatre portes logiques indépendantes NON-OU à deux entrées.